# Mikael I av Ryssland
Michail Fjodorovitj Romanov (ry. Михаи́л Фёдорович Рома́нов), född 12 juli 1596, död 13 juli 1645, var en rysk tsar som i svensk historieskrivning är känd under namnet Mikael I av Ryssland. Han regerade mellan 1613 och 1645. Michail var den första regenten från ätten Romanov.

## Biografi
Den stora oredan 1598–1613 tvingade den ryska adeln, bojarerna, att sluta upp bakom Michail Romanov som valdes till tsar 1613. Han tillhörde en bojarätt från Moskva och var sexton år gammal när han kröntes. Hans mål var att återetablera den tsariska auktoritet som rått under Ivan III och Ivan den förskräcklige. Det genomfördes genom att skärpa livegenskapen för att knäcka de revolterande bönderna. Samtidigt löste Romanov bojarernas tyglar, vilket ledde till ytterligare oroligheter och protester.
Zemskij sobor, ständernas riksdagar, hade stort inflytande över den nya tsaren och Michail lät riksdagar samlas till 1622. Sobor garanterade återbyggandet av riket genom att instifta nya generalskatter. Zemskij Sobor återkallades 1632 och varade till 1642.

## Familj
Michail var son till Ksenija Sjestova och Patriarken Filaret. Fadern verkade som reell regent i sonens ställe fram till 1633. Själv var han gift två gånger – första gången med Marija Vladimirovna Dolgorukova och andra gången med Jevdokija Lukjanovna Stresjnjova, med vilken han fick tio barn.

### Barn
- Irina, 1627–1679
- Pelagia, 1628–1629
- Aleksej I, 1629–1676
- Anna, 1630–1692
- Marfa, 1631–1632
- Ivan, 1633–1639
- Sofja, 1634–1636
- Tatjana, 1636–1706
- Jevdokija, 1637–1637
- Vasilij, 1639–1639